# المحقق الطفل (فلم)
المحقق الطفل (بالإنجليزية: The Kid Detective) فيلم درامي كوميدي كندي لعام 2020 من تأليف وإخراج إيفان مورغان وبطولة آدم برودي وصوفي نيليس. تم عرض الفيلم لأول مرة في مهرجان تورنتو السينمائي الدولي في 13 سبتمبر 2020، وصدر في الولايات المتحدة في 16 أكتوبر 2020.

## طاقم التمثيل
- آدم برودي: في دور المفتش أبراهام «أبي» أبلباوم
- جيسي نوح غرومان: في دور أبراهام «أبي» أبلباوم (الصغير)
- صوفي نيلسي: في دور كارولين
- بيتر ماكنيل: في دور مدير إروين
- موريس دين وينت: في دور كونستابل كليري
- تزي ما: في دور السيد تشانغ
- ويندي كروسان: في دور السيدة أبلباوم
- سارة ساذرلاند: في دور لوسي
- جوناثان ويتاكر: في دور السيد أبلباوم[4]

## ملخص أحداث الفيلم
كان أبراهام «أبي» أبلباوم (آدم برودي)، في صغره يمثل شخصية محقق أطفال، وكان مكتبه في منزل خشبي بناه فوق شجرة، قد حل أكثر من 200 لغزًا وهو صغير، ولكنه كشخص بالغ، لا يزال يواجه نفس النوع من الألغاز التافهة التي كان يصادفها عندما كان طفل. تضررت مصداقيته قبل سنوات، عندما اختفت مساعدته جرايسي، التي تصادف أن تكون ابنة العمدة، ولم يكن قادرًا على حل اللغز مطلقًا وبدأ يشك في نفسه، والآن وقد بلغ الثلاثينيات من عمره، يشعر وكأنه فاشل. تطلب من الفتاة المراهقة كارولين (صوفي نيليس) مساعدتها في قضية بالغة وحقيقية، انها تطلب منه معرفة من قتل صديقها بوحشية.

## استقبال الفيلم
حصل الفيلم على موقع الطماطم الفاسدة على تقييم مقداره 79% بناء على آراء 48 ناقد سينمائي، وذكر إجماع النقاد: «الفيلم استخدم الفكاهة لعرض مجموعة معقدة من المشاعر، انه من الجواهر الخفية لهذا العام»، وحصل الفيلم على موقع ميتاكريتيك على تقييم مقداره 72% بناء على آراء 11 ناقد فني.
كتبت صحيفة لوس انجلوس تايمز: "الفيلم عبارة عن مزيج غير متوقع من العناصر المتباينة التي كان من الممكن أن تؤدي في الأيدي الخطأ إلى محاكاة ساخرة متكتلة، ولكن لحسن الحظ تتدفق كشيء سلس ومضحك ومظلم وقوي.
صنف مهرجان تورونتو السينمائي الدولي، الفيلم في قائمة أفضل عشرة أفلام في كندا.

## وصلات خارجية
- المحقق الطفل على موقع IMDb (الإنجليزية)
- المحقق الطفل على موقع ميتاكريتيك (الإنجليزية)
- المحقق الطفل على موقع روتن توميتوز (الإنجليزية)
- المحقق الطفل على موقع نتفليكس (الإنجليزية)
- المحقق الطفل على موقع قاعدة بيانات الفيلم (الإنجليزية)
- المحقق الطفل على موقع ليتربوكسد (الإنجليزية)
- المحقق الطفل على موقع كينوبويسك (الروسية)
- المحقق الطفل (فيلم) على موقع Fandango
- المحقق الطفل (فيلم) على موقع Rottentomatoes
- المحقق الطفل (فيلم) على موقع Metacritic
- المحقق الطفل (فيلم) على موقع Allmovie
- المحقق الطفل (فيلم) على موقع Filmaffinity
- المحقق الطفل (فيلم) على موقع Rogerebert